# Чемпионат Европы по лёгкой атлетике в помещении 2011
31-й чемпионат Европы по лёгкой атлетике в помещении прошёл в парижском дворце спорта «Берси» с 4 по 6 марта 2011 года. Дворец «Берси» второй раз принимал чемпионат Европы в помещении после 1994 года. В 1985 и 1997 годах в Берси проходили чемпионаты мира по лёгкой атлетике в помещении.
Спортсмены из 46 стран разыграли 26 комплектов наград (по 13 среди мужчин и женщин).
Успешнее всего выступили французы, которые выиграли 12 медалей (5 золотых, 5 серебряных и 2 бронзовые), столько же завоевали россияне (пять золотых, две серебряные и пять бронзовых).
21-летний француз Тедди Тамго обновил собственный мировой рекорд в тройном прыжке — 17 м 92 см, причём показал этот результат дважды — во второй и четвёртой попытках финала.
На дистанции 800 метров среди женщин впоследствии были лишены наград из-за дисквалификации чемпионка Евгения Зинурова и занявшая третье место Юлия Русанова. Золото перешло к британке Дженни Медоуз.

## Призёры

### Мужчины
| Дисциплина       | Золото                                                                     | Серебро                                                                            | Бронза                                                                        |
| 60 метров        | Фрэнсис Обиквелу — 6,53 сек NR EL Португалия                               | Дуэйн Чемберс — 6,54 сек Великобритания                                            | Кристоф Леметр — 6,58 сек Франция                                             |
| 400 метров       | Лесли Джон — 45,54 сек EL NR Франция                                       | Томас Шнайдер — 46,42 сек Германия                                                 | Ричард Бак — 46,62 сек Великобритания                                         |
| 800 метров       | Адам Кщот — 1:47,87 Польша                                                 | Марцин Левандовский — 1:48,23 Польша                                               | Кевин Лопес — 1:48,35 Испания                                                 |
| 1500 метров      | Мануэль Ольмедо — 3:41,03 Испания                                          | Кемаль Коюнджу — 3:41,18 NR Турция                                                 | Бартош Новицкий — 3:41,48 Польша                                              |
| 3000 метров      | Мо Фара — 7:53,00 Великобритания                                           | Хайле Ибрагимов — 7:53,32 Азербайджан                                              | Халил Аккаш — 7:54,19 Турция                                                  |
| 60 метров с/б    | Петр Свобода — 7,49 сек Чехия                                              | Гарфилд Дарьен — 7,56 сек Франция                                                  | Адриен Дегхельт — 7,57 сек Бельгия                                            |
| Эстафета 4×400 м | Франция — 3:06,17 NR · Марк Маседо · Лесли Джон · Мамуду Анн · Йоан Десимю | Великобритания — 3:06,46 · Найджел Левайн · Ник Ливи · Ричард Стракан · Ричард Бак | Бельгия — 3:06,57 · Жонатан Борле · Антуан Жилле · Нильс Дюринк · Кевин Борле |
| Прыжки в высоту  | Иван Ухов — 2,38 м =WL Россия                                              | Ярослав Баба — 2,34 м Чехия                                                        | Александр Шустов — 2,34 м Россия                                              |
| Прыжки с шестом  | Рено Лавиллени — 6,03 м CR WL NR Франция                                   | Жером Клавье — 5,76 м Франция                                                      | Мальте Мор — 5,71 м Германия                                                  |
| Прыжки в длину   | Себастьян Байер — 8,16 м Германия                                          | Кафетьен Гоми — 8,03 м Франция                                                     | Мортен Йенсен — 8,00 м Дания                                                  |
| Тройной прыжок   | Тедди Тамго — 17,92 м WR Франция                                           | Фабрицио Донато — 17,73 м NR Италия                                                | Мариан Опря — 17,62 м Румыния                                                 |
| Толкание ядра    | Ральф Бартельс — 21,16 м EL Германия                                       | Давид Шторль — 20,75 м Германия                                                    | Максим Сидоров — 20,55 м Россия                                               |
| Семиборье        | Андрей Кравченко — 6282 очка EL Белоруссия                                 | Надир Эль-Фасси — 6237 очков Франция                                               | Роман Шебрле — 6178 очков Чехия                                               |

### Женщины

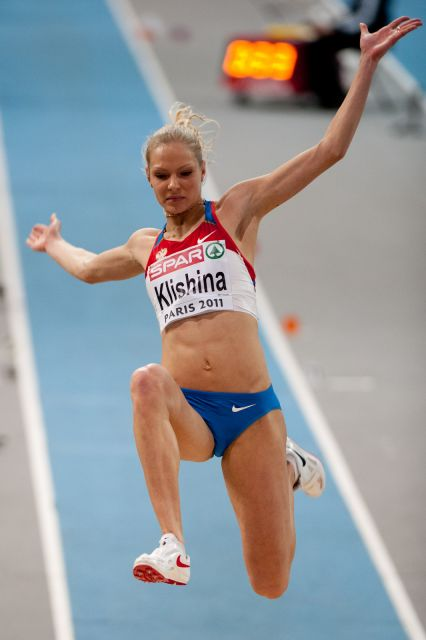
Россиянка Дарья Клишина выиграла золото в прыжках в длину

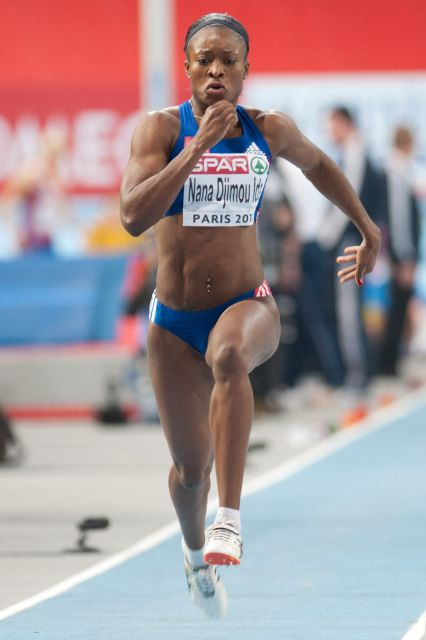
Француженка Антуанетта Нана Джиму победила в пятиборье с национальным рекордом Франции

| Дисциплина       | Золото                                                                                   | Серебро                                                                                   | Бронза                                                                  |
| 60 метров        | Олеся Повх — 7,13 сек =EL Украина                                                        | Мария Ремень — 7,15 сек Украина                                                           | Эзинне Окпараэбо — 7,20 сек Норвегия                                    |
| 400 метров       | Дениса Росолова — 51,73 сек Чехия                                                        | Олеся Красномовец — 51,80 сек Россия                                                      | Ксения Задорина — 52,03 сек Россия                                      |
| 800 метров       | Дженни Медоуз — 2:00,50 Великобритания                                                   | Линда Марге — 2:01,61 сек Франция                                                         | Мерилин Окоро — 2:02,46 Великобритания                                  |
| 1500 метров      | Елена Аржакова — 4:13,78 Россия                                                          | Нурия Фернандес — 4:14,04 Испания                                                         | Екатерина Мартынова — 4:14,16 Россия                                    |
| 3000 метров      | Хелен Клитро — 8:56,66 Великобритания                                                    | Лидия Хоецкая — 8:58,30 Польша                                                            | Лайес Абдуллаева — 9:00,37 Азербайджан                                  |
| 60 метров с/б    | Каролин Нитра — 7,80 сек EL Германия                                                     | Тиффани Офили — 7,80 сек =EL NR Великобритания                                            | Кристина Вукичевич — 7,83 сек NR Норвегия                               |
| Эстафета 4×400 м | Россия — 3:29,34 · Ксения Задорина · Ксения Вдовина · Елена Мигунова · Олеся Красномовец | Великобритания — 3:31,36 · Келли Созертон · Ли Макконнелл · Мерилин Окоро · Дженни Медоуз | Франция — 3:32,16 · Мюрель Юрти · Летиция Дени · Мари Гайо · Флория Гей |
| Прыжки в высоту  | Антониетта Ди Мартино — 2,01 м Италия                                                    | Рут Бейтия — 1,96 м Испания                                                               | Эбба Юнгмарк — 1,96 м Швеция                                            |
| Прыжки с шестом  | Анна Роговская — 4,85 м NR =EL Польша                                                    | Зильке Шпигельбург — 4,75 м Германия                                                      | Кристина Гаджиева — 4,65 м Германия                                     |
| Прыжки в длину   | Дарья Клишина — 6,80 м Россия                                                            | Найде Гомеш — 6,79 м Португалия                                                           | Юлия Пидлужная — 6,75 м Россия                                          |
| Тройной прыжок   | Симона Ла Мантия — 14,60 м WL Италия                                                     | Олеся Забара — 14,45 м Россия                                                             | Дана Велдакова — 14,39 м Словакия                                       |
| Толкание ядра    | Анна Авдеева — 18,70 м Россия                                                            | Кристина Шваниц — 18,65 м Германия                                                        | Йозефин Терлекки — 18,09 м Германия                                     |
| Пятиборье        | А. Нана Джиму — 4723 очка WL NR Франция                                                  | Аустра Скуйите — 4706 очков Литва                                                         | Ремона Франсен — 4665 очков Нидерланды                                  |

- WR — мировой рекорд в помещении
- ER — рекорд Европы в помещении
- CR — рекорд чемпионатов Европы в помещении
- WL — лучший результат сезона в мире
- EL — лучший результат сезона в Европе
- NR — национальный рекорд